# Мейкон (округ, Теннессі)
Шаблон:StateAbbr_ 36°32′ пн. ш. 86°01′ зх. д. / 36.53° пн. ш. 86.01° зх. д.
Округ  Мейкон (англ. Macon County) — округ (графство) у штаті  Теннессі, США. Ідентифікатор округу 47111.

## Історія
Округ утворений 1842 року.

## Демографія
За даними перепису 2000 року загальне населення округу становило 20386 осіб, зокрема міського населення було 3613, а сільського — 16773. Серед мешканців округу чоловіків було 10061, а жінок — 10325. В окрузі було 7916 домогосподарств, 5806 родин, які мешкали в 8894 будинках. Середній розмір родини становив 3.
Віковий розподіл населення поданий у таблиці:
| Стать    | До 15 років | 15-21 | 22-29 | 30-39 | 40-49 | 50-65 | 65-85 | Понад 85 |
| -------- | ----------- | ----- | ----- | ----- | ----- | ----- | ----- | -------- |
| Чоловіки | 2246        | 1019  | 1085  | 1580  | 1425  | 1652  | 982   | 72       |
| Жінки    | 2156        | 918   | 1045  | 1548  | 1425  | 1705  | 1296  | 232      |

## Суміжні округи
- Монро, Кентуккі — північний схід
- Клей — схід
- Джексон — південний схід
- Сміт — південь
- Трусдейл — південний захід
- Самнер — захід
- Аллен, Кентуккі — північний захід

## Виноски
1. ↑  U.S. Decennial Census. United States Census Bureau. Архів оригіналу за 19 липня 2018. Процитовано 9 квітня 2015.
2. ↑  Historical Census Browser. University of Virginia Library. Архів оригіналу за 11 серпня 2012. Процитовано 9 квітня 2015.
3. ↑  Forstall, Richard L., ред. (27 березня 1995). Population of Counties by Decennial Census: 1900 to 1990. United States Census Bureau. Архів оригіналу за 21 лютого 2015. Процитовано 9 квітня 2015.
4. ↑  Census 2000 PHC-T-4. Ranking Tables for Counties: 1990 and 2000 (PDF). United States Census Bureau. 2 квітня 2001. Архів оригіналу (PDF) за 18 грудня 2014. Процитовано 9 квітня 2015.
5. ↑  State & County QuickFacts. United States Census Bureau. Архів оригіналу за 7 червня 2011. Процитовано 6 грудня 2013.(англ.) Наведено за англійською вікіпедією.
6. ↑  American FactFinder. Бюро перепису населення США. Архів оригіналу за 26 лютого 2012. Процитовано 31 січня 2008.

| США | Це незавершена стаття з географії США. Ви можете допомогти проєкту, виправивши або дописавши її. |